# Демидович, Надежда Романовна
Надежда Романовна Демидович (бел. Надзея Раманаўна Дземідовіч; 24 февраля 1927, село Можейково, Слонимский повят, Новогрудское воеводство, Польская Республика — 4 марта 2020, село Колодищи, Минская область, Республика Беларусь) — белорусская поэтесса и писательница. Участница белорусского национального сопротивления. Член Союза белорусской молодёжи. Политзаключённая СССР. Участница Кенгирского восстания заключённых. Освобождена из ГУЛАГа после смерти Сталина. Не реабилитирована. Гражданская активистка.

## Биография
Родилась 24 февраля 1927 года в селе Можейково, на территории Беларуси, которая в то время входила в состав Польской Республики. Она была вторым ребёнком в многодетной семье. Родители Демидович противостояли попыткам полонизации и воспитывали детей белорусами. В 1939 году она окончила 4-й класс польской школы. В том же году, после раздела Польской Республики между СССР и Третьим Рейхом, западно-белорусские земли вошли в состав Белорусской ССР. Родители Демидович не приняли советскую власть. В 1941 году, за два дня до начала Великой Отечественной войны, был арестован её отец, но во время бомбардировки нацистской авиацией городского аэропорта его из Слонимской тюрьмы освободили местные жители.
Осенью 1941 года Демидович поступила в белорусскую гимназию в Слониме, что спасло её от депортации на принудительные работы в Германию. Во время обучения она познакомилась с будущими членами белорусской антисоветской организации «Чайка» и Союза белорусской молодёжи Ниной Карач и Леокадией Шишея (Ковальчук). Большое влияние на мировоззрение Демидович оказал преподаватель гимназии Борис Сурова, который смог привить ученикам любовь к истории родного края. В 1943 году она вступила в Союз белорусской молодежи. После прихода Красной Армии продолжила обучение в белорусской общеобразовательной школе и деятельность в союзе, которая выражалась в сохранении национального самосознания посредством встреч членов организации, посвящённых изучению белорусских традиций и народной культуры.
В декабре 1944 года НКВД начало аресты членов Союза белорусской молодёжи. Организация ушла в подполье. В 1945 году был арестован отец Демидович и отправлен в мордовские лагеря, но вскоре вернулся домой и умер в конце 1940-х годов. Мать была брошена в Слонимский СИЗО за отказ работать на лесопилке, которая находилась в двадцать одном километре от места проживания семьи, так как не могла оставить малолетних детей одних без присмотра. Брат Фёдор получил восемь лет концлагерей по обвинению в связях с антисоветскими партизанами и отбывал срок в томском лагере. Сестра Мария с мужем эмигрировала в США из-за опасения репрессий со стороны государства, так как в 1944 году она была делегатом Второго Всебелорусского конгресса. В 1948 году сама Демидович была вынуждена покинуть Белоруссию и по документам младшей сестры некоторое время скрывалась у родственников в городе Петропавловск в Казахстане. Здесь она окончила бухгалтерские курсы и работала на железной дороге, потом в пекарне. Вскоре родственники, опасаясь последствий, попросили её уехать от них.
25 сентября 1949 года Демидович была арестована НКВД на работе в Петропавловске. В течение четырёх месяцев девушку допрашивали и пытали, в том числе электрическим током. Позже её перевезли в Барановичи, где суд приговорил Демидович к 25 годам концлагерей и 5 годам лишения свободы. Приговор отбывала в Челябинской тюрьме, откуда её перевели в Карагандинский лагерь (ныне в окрестностях Джезказгана). Участвовал в Кенгирском восстании заключённых, которое длилось с 16 мая по 26 июня 1954 года. Демидович так вспоминала о подавлении восстания: «Когда они поняли, что мы не сдадимся, то решились на массовое убийство. Всё началось утром. Первые [заключённые] были убиты с самолета. Затем на территорию лагеря вошли танки. Они стреляли в упор, давили грузовиками безоружных людей. Начался ад, о котором невозможно говорить. Молодая латышская пара (из тех, кого обвенчал священник), вообразив, вероятнее всего, что смерть неминуема, в объятиях бросилась под танк. Умерли вместе... После нас травили ядовитыми газами. Наконец, всё закончили пьяные пулеметчики... Командиры лагеря расстреляли раненых и добили их ломами. Восстание было подавлено. Тогда погибли семьсот человек... В отчёте они написали, что была эпидемия какой-то болезни».
Демидович перевели в Озерлаг. Из заключения она вышла тяжелобольной 19 апреля 1956 года. Реабилитирована не была. Вернулась в Слонимский район, где работала в колхозе. Затем переехала в Минск и до выхода на пенсию работала на заводе «Горизонт». В 1977 году была признана инвалидом 2-й группы. В 1980 году получила 1-ю группу инвалидности. В мае 1994 года бывшие участники Кенгирского восстания заключённых собрались в Москве. Их было несколько сотен человек. Демидович выступила на митинге и прочитала с трибуны на белорусском языке своё стихотворение, посвященное Кенгирскому восстанию. До смерти 4 марта 2020 года она жила в селе Колодищи под Минском. Занимала активную гражданскую позицию. Участвовала в маршах в Дни Дзяды и Воли и шествиях в Куропаты.

### Творческий путь
Дебютировала стихотворением «Друзьям С.Б.М.» (бел. «Сябрам С.Б.М.») 6 ноября 1943 года в «Барановичской газете». После распада СССР произведения Демидович снова стали выходить в печати. Она является автором трёх поэтических сборников и книги воспоминаний:
- «Век не будет таким» (бел. Век так ня будзе, 2002)
- «Воспоминания моего сердца» (бел. Успаміны сэрца майго, 2006)
- «Мы мечтали о встрече дома» (бел. Мы марылі дома спаткацца, 2010)
- «Кенгир». (бел. Кенгір, 2012).

## Награды
В 2019 году была награждена медалью в честь столетия Белорусской Народной Республики.